# Nançay
Nançay és una comuna i localitat de França situada en el departament del Cher i a la regió Centre.

## Geografia
La ciutat està situada al sud de la Sologne i al nord-est de Vierzon.

## Història
El seu nom ve de Nanciacos i apareix per primera vegada el 1010 (actes de l'abat Engilbert). El territori pertany successivament al Comte de Sancerre, després al domini de La Châtre. Joana d'Arc passà per allà, deixant el seu nom a la font de la donzella.
El seu castell data del segle XV i ha estat reconstruït durant el Renaixement.